# Buchwaldita
La buchwaldita és un mineral de la classe dels fosfats. Rep el seu nom en honor de Vagn Fabritius Buchwald (1929-) del Department de Metal·lúrgia, Universitat Tècnica de Dinamarca.

## Característiques
La buchwaldita és un fosfat de fórmula química NaCa(PO₄). Cristal·litza en el sistema ortoròmbic en agregats d'agulles fines, en inclusions, de fins a 40 μm, en troilita. La seva duresa a l'escala de Mohs és 3.
Segons la classificació de Nickel-Strunz, la buchwaldita pertany a «08.A - Fosfats, etc. sense anions addicionals, sense H₂O, només amb cations de mida gran» juntament amb els següents minerals: nahpoïta, monetita, weilita, švenekita, archerita, bifosfamita, fosfamita, schultenita, chernovita-(Y), dreyerita, wakefieldita-(Ce), wakefieldita-(Y), xenotima-(Y), pretulita, xenotima-(Yb), wakefieldita-(La), wakefieldita-(Nd), pucherita, ximengita, gasparita-(Ce), monacita-(Ce), monacita-(La), monacita-(Nd), rooseveltita, cheralita, monacita-(Sm), tetrarooseveltita, chursinita i clinobisvanita.

## Formació i jaciments
La buchwaldita va ser descoberta en forma d'inclusions en nòduls de troilita del meteorit de ferro Cape York, trobat a la península de Saviksoah (Qaasuitsup, Groenlàndia), regió en què també ha estat descrita a la localitat de Agpalilik. A més, ha estat descrita en el meteorit Morasko, trobat a Poznań (Voivodat de Gran Polònia, Polònia) i el meteorit Soroti, trobat al districte de Teso (Uganda).
Sol trobar-se associada a altres minerals com: troilita, cromita i altres minerals fosfats sense especificar.